# Timor-szigeti papagájamandina
A timor-szigeti papagájamandina vagy Forbe-papagájamandina (Erythrura tricolor) a madarak osztályának a verébalakúak (Passeriformes) rendjébe, ezen belül a díszpintyfélék (Estrildidae) családjába tartozó faj.

## Rendszerezése
A fajt Louis Pierre Vieillot francia ornitológus írta le 1817-ben, a Fringilla nembe Fringilla tricolor néven.

## Előfordulása
Timor szigetén endemikus faj. A sziget politikai megosztottsága miatt Indonézia és Kelet-Timor területén is honos. Természetes élőhelyei a szubtrópusi és trópusi száraz erdők, legelők és cserjések. Állandó, nem vonuló faj.

## Megjelenése
Testhossza 10 centiméter,  testtömege 11 gramm. Tollazata három színű.

## Életmódja
Tápláléka magvakból és repülő rovarokból áll.

## Szaporodása
Fészekalja 4-6 tojásból áll, melyen 13-15 napig kotlik. A fiókák kirepülési ideje, még 17-21 nap.

## Természetvédelmi helyzete
Az elterjedési területe elég nagy, egyedszáma pedig stabil. A Természetvédelmi Világszövetség Vörös listáján nem fenyegetett fajként szerepel.